# Hlína (Horka)

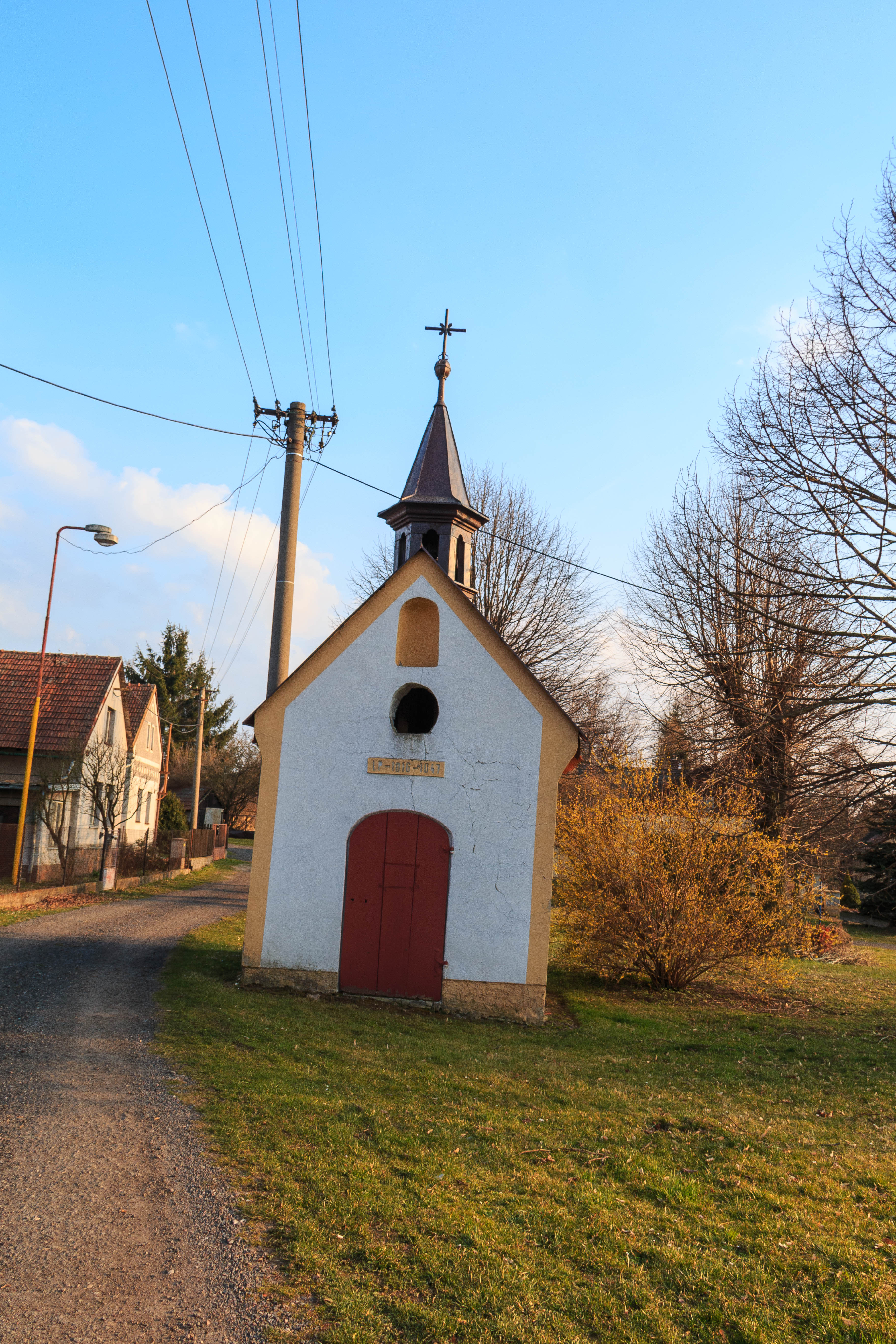
Kapelle

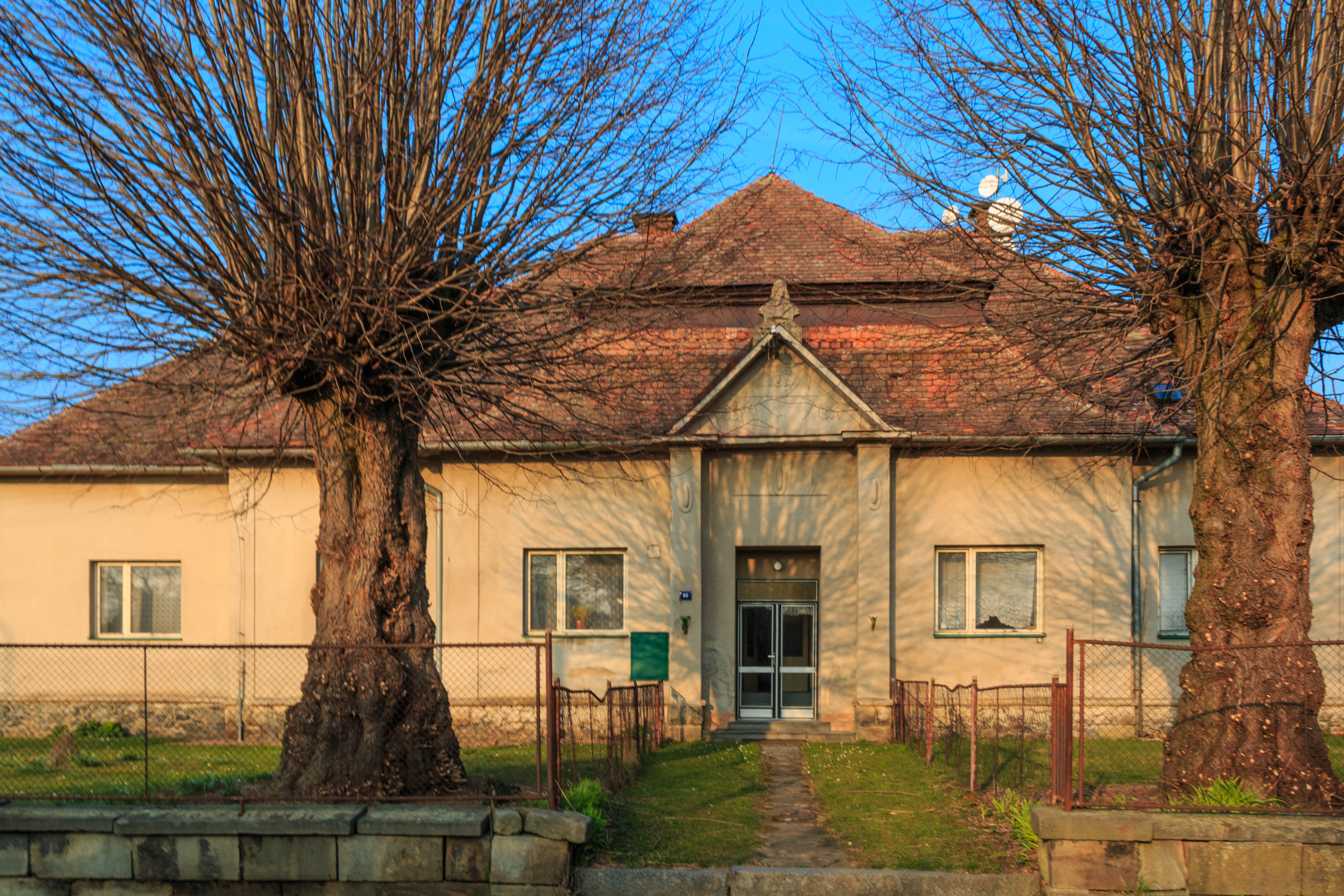
Ehemalige Schule

Hlína (deutsch Hlina) ist ein Ortsteil der Gemeinde Horka in Tschechien. Er liegt fünf Kilometer südlich von Chrast und gehört zum Okres Chrudim.

## Geographie
Hlína befindet sich im Quellgebiet eines kleinen Zuflusses zum Ležák im Eisengebirge (Železné hory). Durch das Dorf führt die Staatsstraße II/355 zwischen Hlinsko und Chrast. Westlich erhebt sich die Hořička (385 m n.m.) Gegen Südwesten liegen die Teiche Hořička und Petráň.
Nachbarorte sind Mezihoří im Norden, Chacholice, Podskála und Skála im Nordosten, Vrbatův Kostelec im Osten, V Týně, Leštinka, Zárubka, Cejřov und Kvasín im Südosten, Louka und Habroveč im Süden, Havlovice und Smrček-Na sádkách im Südwesten, Na Perku und Hořička im Westen sowie Na Obírce, Smrček und Silnice im Nordwesten.

## Geschichte
Die erste schriftliche Erwähnung von Hlína erfolgte im Jahre 1073.
Im Jahre 1835 bestand das im Chrudimer Kreis gelegene Dorf Hlina bzw. Hlyna aus 41 Häusern, in denen 250 Personen, darunter eine protestantische Familie, lebten. Pfarrort war Kosteletz. Bis zur Mitte des 19. Jahrhunderts blieb Hlina der Herrschaft Hrochow-Teinitz untertänig.
Nach der Aufhebung der Patrimonialherrschaften bildete Hlína eine Gemeinde im Gerichtsbezirk Nassaberg. Ab 1868 gehörte das Dorf zum politischen Bezirk Chrudim. 1869 hatte Hlína 337 Einwohner, im Jahre 1900 waren es 277. 1964 erfolgte die Eingemeindung nach Horka. 1970 lebten in dem Dorf 171 Menschen. Beim Zensus von 2001 bestand Hlína aus 57 Häusern, in denen 63 Personen lebten.

## Ortsgliederung
Der Ortsteil Hlína bildet eine Katastralbezirk.

## Sehenswürdigkeiten
- Kapelle
- Gusseisernes Kreuz
- Alte Schule